# Finn Methling
Finn Methling (født 8. august 1917 på Frederiksberg, død 20. oktober 2010 i Stege på Møn) var en dansk dramatiker.
Han var søn af skuespiller og instruktør Svend Methling, samt bror til instruktøren Sven Methling. Han skrev mere end 50 hørespil og teaterstykker og fik dem opført i radio, på teater, fjernsyn og film både i og udenfor Danmark.
Methling var desuden forfatter til erindringsværk på seks bind, der fortæller om sin opvækst i en velstillet, borgerlig og kunstelskende familie midt i København. Hans skuespil er bevaret i Teatersamlingen på Det Kongelige Bibliotek og en del optagelser af hørespil er bevaret og kan tilgås via www.larm.fm (Lydarkivet for radiomedier).
I 1999 lavede han radiodramaet Den afskyelige doktor Jarivarius og hans modbydelige dværg med hugtænderne.

## Manuskripter
| - Begær og brøde (hørespil, 1944) - Peter og Sylvia eller kærlighedens trængsler (hørespil, 1947) - Grenen fra Livets træ (hørespil, 1948) - Jordens salt (hørespil, 1949) - Ploven 1949 - Heloise Jonquille og papegøjerne (hørespil, 1950) - En dag i radioen (1950) - Sangen til Hanne (1951, hørespil) - Man burde ta' sig af det (1952) - Rejsen til de grønne skygger (1952) - Kukkerhuset ved åkandesøen (hørespil, 1953) - Student i Danmark (1954) - Himlen er blaa (1954) - Menageri (1955) - Hvorfor stjæler barnet? (1955) | - En straffesag (1955) - Splintret emaille (1956) - Situation (1956) - Kong Renées datter (1956) - Ingen tid til kærtegn (1957) - Krudt og klunker (1958) - En fremmed banker på (1959) - Frihedens pris (1960) - Måske (1962) - Eventyret (1968, hørespil) - De reis naar de groene schaduwen (1970) - Hyp lille Lotte (1970) - Vi besøger (1971) - En sømand har sin enegang (1971) - Den vidunderlige hermafrodit (hørespil, 1971) - Sejle op ad åen (1972) - Mascarade (1972) - Thor og Alvis (1973) - Bollerne (hørespil, 1973) |